# ラブリー・タイム・トラベル
『ラブリー・タイム・トラベル』は、中島愛の1枚目のカバー・ミニアルバム。2019年1月28日にflying DOGよりリリースされた。

## 概要
1980年代〜1990年代のアイドル歌謡やポップスの大ファンである中島が、自ら選曲とプロデュースを担当したデビュー10周年記念カバーミニアルバム。タイトルは2011年に横浜BLITZで開催したライブ「Lovely Time Travel Show」が元になっている。
当初、カバーアルバムをリリースすることに積極的ではなかったが、「デビュー10周年の記念として、一番好きな年代の楽曲を集めてカバーアルバムを作ろう」とスタッフから提案されたこと、また別のスタッフから「このカバーを通じて、リアルタイムを知らない人たちも原曲の魅力に触れられる機会にもなる」と言われたことから本格的に企画を始動させる。
選曲は自身のiPodに録りためていた約1万曲の中から好きな曲を一つ一つ自ら書き出していった。また、「カバーアルバムのキモはアレンジャーである」という中島の考えから、プレゼン用のメモ紙に曲名と曲ごとに指定したいアレンジャー名を書き込みスタッフへ提出したところ、「ここまで具体的なら、プロデュースも自分でした方がいいのでは?」と提案され、セルフプロデュースをすることになった。プロデュースする上でこだわった点は「原曲のキーで歌うこと」「BPMをなるべく変えないこと」「本当に聴き込んでいる楽曲を選ぶこと」。アレンジはあえて原曲の再現にはこだわらず、現代風のサウンドにしている。
アレンジャーはRusmus Faber、金澤ダイスケ（フジファブリック）、西脇辰弥ら以前から関わりのある人物に加えて、Kai Takahashi (LUCKY TAPES) とtofubeatsが参加している。Kai Takahashiは#5.「無言のファルセット」のコーラスに参加したNegiccoのつながりから。tofubeatsは自分とほぼ同世代で、ハードオフで1980〜1990年代の音源を探すという同じ趣味を持つ点からオファーした。#6.「真夜中のドア」のみ中島の選曲ではなく、アレンジャー側からの提案でリスト入りした。
パッケージについては紙ジャケット仕様、写真はフィルム撮影、歌詞カードの裏をポスターにするという形で、こだわりが込められている。衣裳はマドンナやシンディ・ローパーら1980年代の女性洋楽シンガーをイメージしている。
CD (VTCL-60479)と各配信サイトでリリースされた。また本作のリリースを記念して、マルベル堂にて撮り下ろし写真を使用した『中島愛オリジナルブロマイド』も発売された。

## 収録曲
1. Kimono Beat
オリジナルは松田聖子の14thアルバム『Strawberry Time』（1987年）収録曲
作詞：松本隆／作曲：小室哲哉／編曲：Rasmus Faber
2. 青いスタスィオン
オリジナルは河合その子の3rdシングル（1986年）
作詞：秋元康／作曲：後藤次利／編曲：tofubeats
3. 透明なオレンジ
オリジナルは安田成美の3rdシングル（1984年）
作詞：松本隆／作曲：南佳孝／編曲：金澤ダイスケ（フジファブリック）
4. 雨にキッスの花束を
オリジナルは今井美樹の5thアルバム『retour』（1990年）収録曲、テレビアニメ『YAWARA!』（日本テレビ）二代目OPテーマ
作詞：岩里祐穂／作曲：KAN／編曲：Rasmus Faber
5. 無言のファルセット（with Negicco）
オリジナルはCoCoの4thアルバム『Share』（1992年）収録曲
作詞：森由里子／作曲：いしいめぐみ／編曲：Kai Takahashi（LUCKY TAPES）
コーラスにNegiccoが参加。
6. 真夜中のドア
オリジナルは松原みきのデビューシングル（1979年）
作詞：三浦徳子／作曲：林哲司／編曲：tofubeats
『林哲司 melody collection 1979-2020』（2021年）にカバー版を収録[7]
7. 時に愛は
オリジナルは松本伊代の9thシングル（1983年）、テレビドラマ『私は負けない!ガンと闘う少女』（TBS）主題歌
作詞・作曲：尾崎亜美／編曲：西脇辰弥